# Finlands naturcentrum Haltia

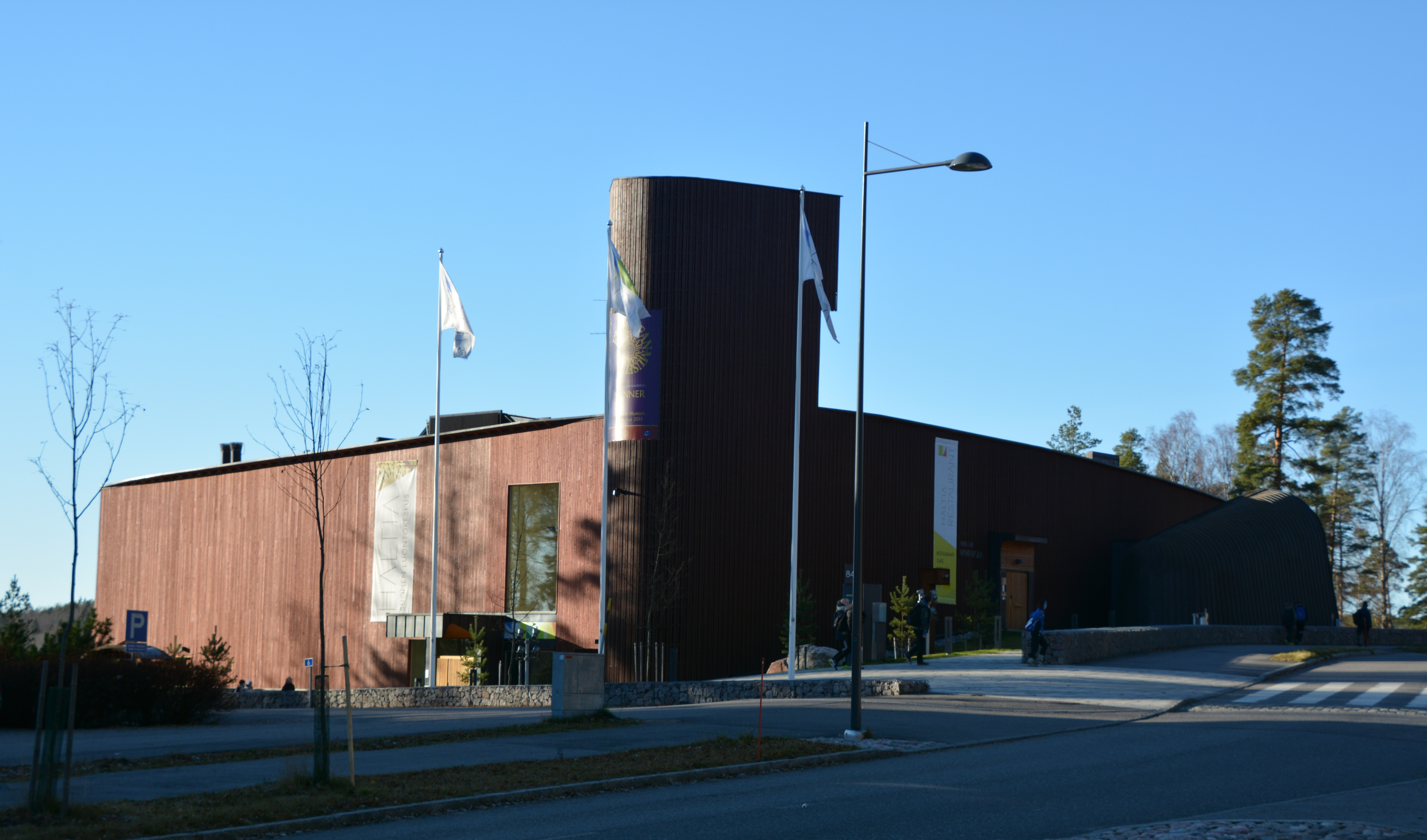
Haltia

Finlands naturcentrum Haltia är ett naturum och museum invid Noux nationalpark i Esbo stad, beläget på landsbygden i nordvästra delen av Huvudstadsregionen.
Finlands naturcentrum Haltia invigdes 2013. Byggnaden ritades av Rainer Mahlamäki på arkitektbyrån Lahdelma & Mahlamäki Oy. Den ligger på en brant sluttning på östra sidan av insjön Noux Långträsk. Den har tre våningsplan, varav två är souterrängvåningar. Den har en tre våningar hög fasad mot sjön i sydväst och en vånings fasad mot nordöst. Det är också försett med ett utsiktstorn, Polstjärnan. Byggnadens form ska påminna om en knipa, som ruvar på ett ägg, med anknytning till skapelseberättlelsen i Kalevala.
Haltia är Finlands första offentliga byggnad byggd så gott som helt i massivt trä, från bärande konstruktioner till beklädnader och inredning, med undantag av bottenvåningen. Fasaden är i kvartssandsimpregnerad furu. Hela byggnaden har konstruerats för att visa ekologiska lösningar, med bland annat bergvärme, solfångare, fetknoppbelagt tak, rörelsestyrd inomhusbelysning och en luftkonditionering som automatiskt anpassas efter antalet människor i huset. Sommartid lagras värme i berggrunden för vintertida användning.
I den stora museisalen finns installationen Spelteori av Osmo Rauhala (född 1957). Den är uppställd i en äggformad skalkonstruktion av träelement, vilken motsvarar det ägg som knipan ruvar på i den associationsbild husets form ska ge.
Verksamheten drivs av Forststyrelsens naturtjänster och finansieras av Finlands miljöministerium.
Finlands naturcentrum Haltia fick 2013 Årets träpris och 2015 hedersomnämnande vid utdelandendet av European Museum of the Year Award.

## Bildgalleri

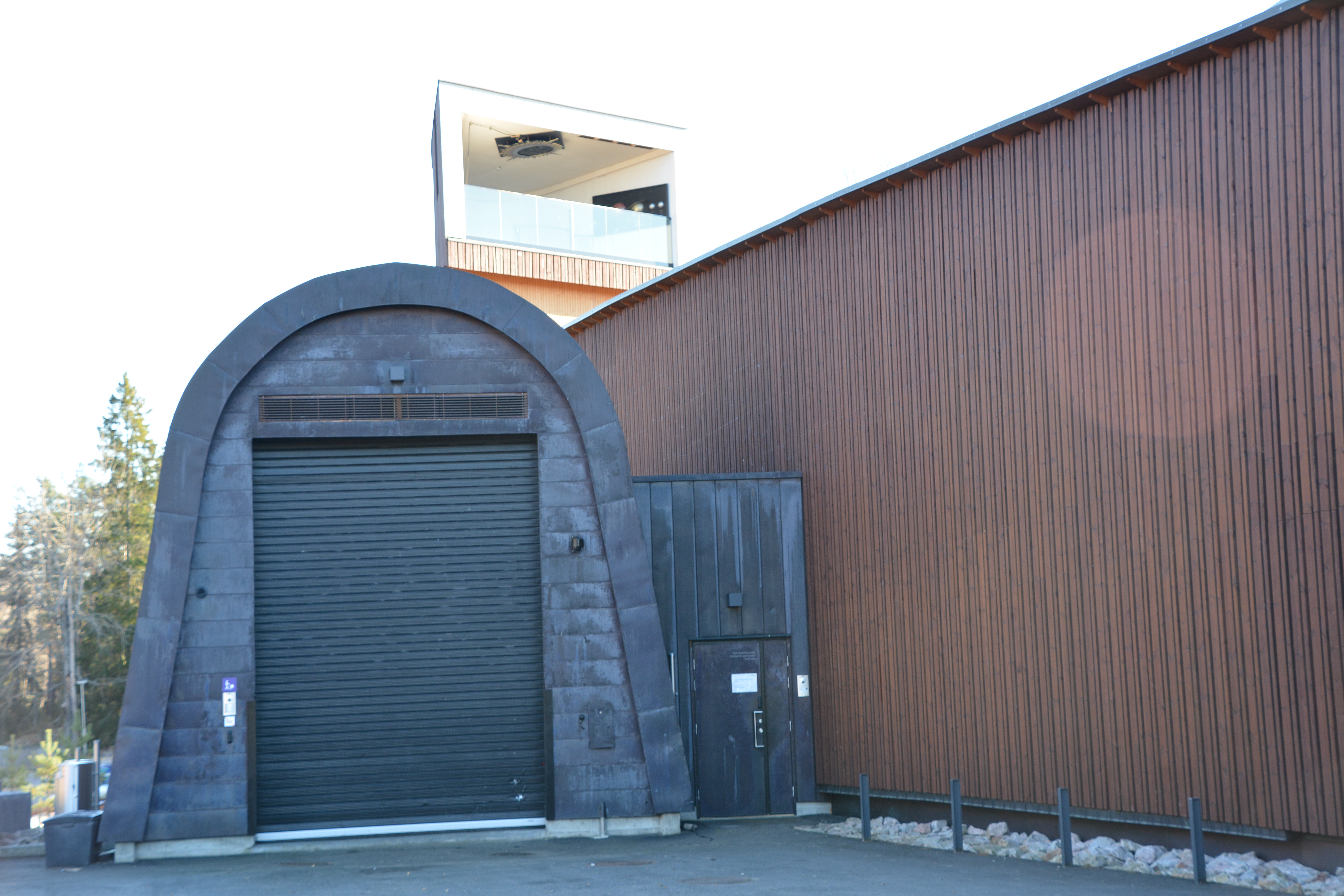
Nordöstra fasaden
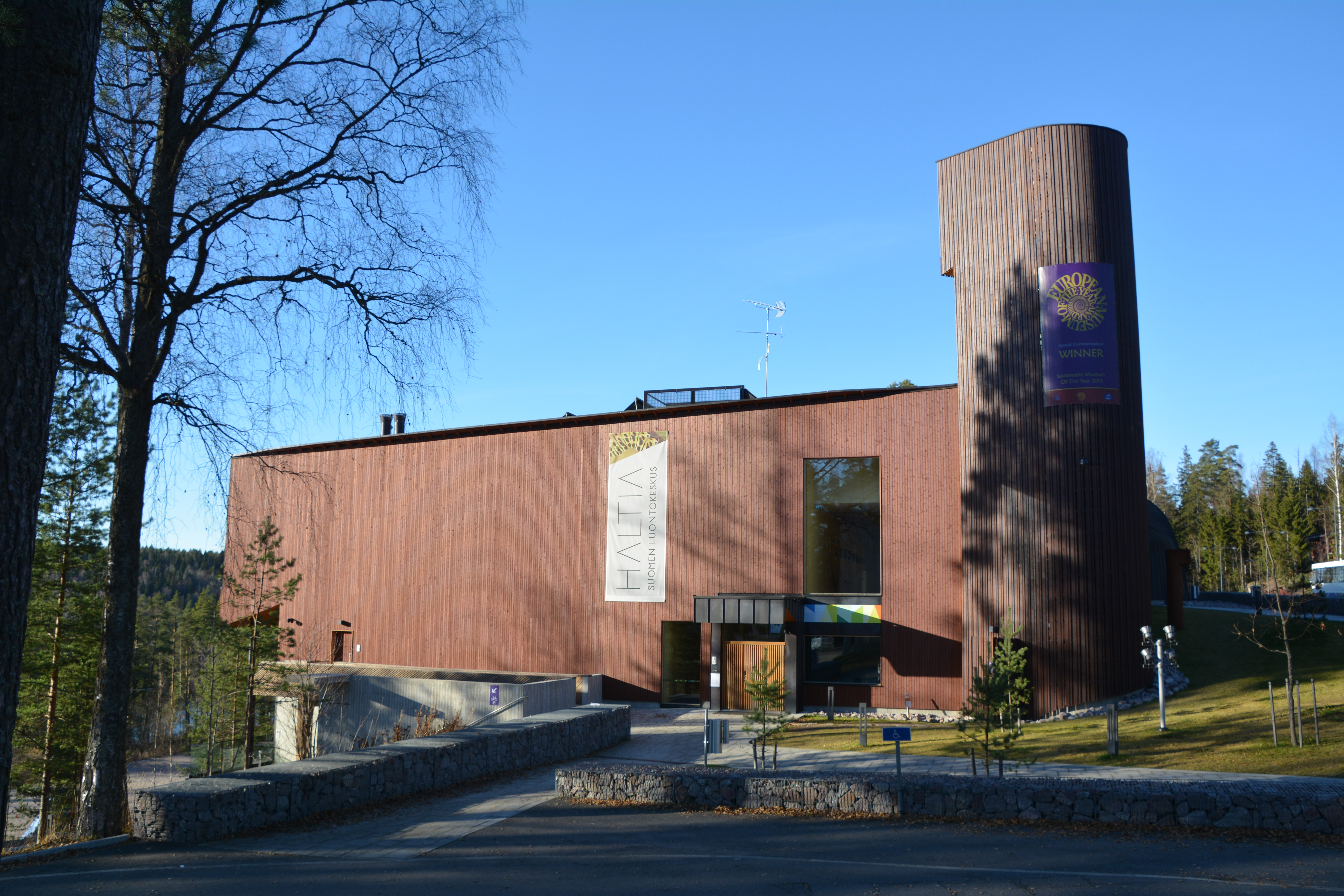
Entrésidan
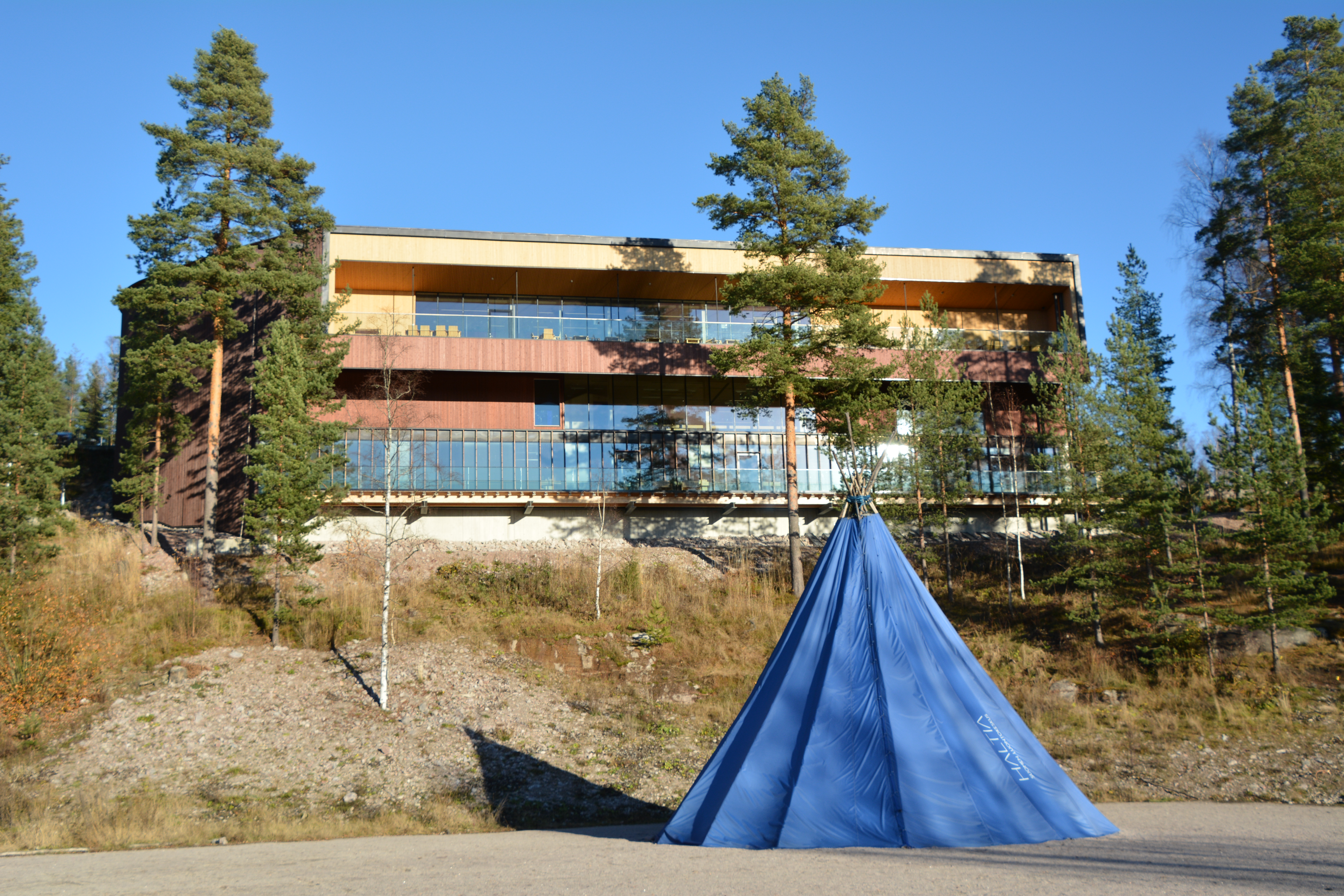
Vy från sjösidan med tipi i förgrunden
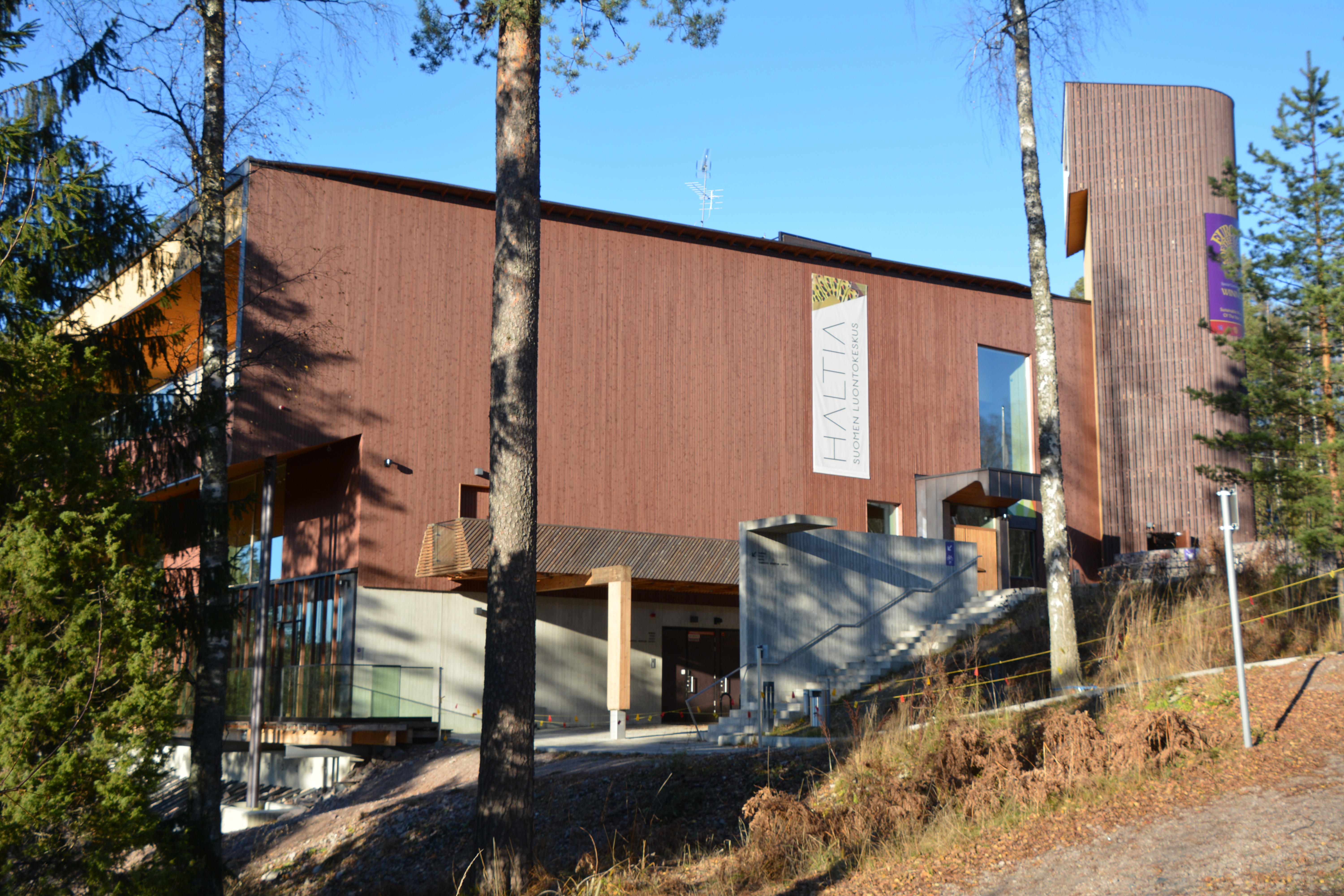
Entrésidan